# T.J. Leaf
Ty Jacob Leaf, detto T.J. (in ebraico טיי ג'ייקוב "טי. ג'יי." ליף‎?; Tel Aviv, 30 aprile 1997), è un cestista israeliano con cittadinanza statunitense.

## Biografia
Figlio di Brad e Karen Leaf, il primo fu anch'egli un cestista che giocava in Israele l'anno in cui nacque T.J.

## Carriera
È stato selezionato dagli Indiana Pacers al primo giro del Draft NBA 2017 (18ª scelta assoluta).

## Statistiche

### NCAA
| Stagione | Squadra     | PG | PI | MPG  | FG%  | 3P%  | FT%  | RPG | APG | SPG | BPG | PPG  |
| -------- | ----------- | -- | -- | ---- | ---- | ---- | ---- | --- | --- | --- | --- | ---- |
| 2016-17  | UCLA Bruins | 35 | 35 | 29,9 | 61,7 | 46,6 | 67,9 | 8,2 | 2,4 | 0,6 | 1,1 | 16,3 |

### NBA

#### Stagione regolare
| Stagione | Squadra        | PG | PI | MPG | FG%  | 3P%  | FT%  | RPG | APG | SPG | BPG | PPG |
| -------- | -------------- | -- | -- | --- | ---- | ---- | ---- | --- | --- | --- | --- | --- |
| 2017-18  | Indiana Pacers | 53 | 0  | 8,7 | 47,1 | 42,9 | 62,5 | 1,5 | 0,2 | 0,1 | 0,1 | 2,9 |
| 2018-19  | Indiana Pacers | 58 | 1  | 9,0 | 54,1 | 25,8 | 61,3 | 2,2 | 0,4 | 0,2 | 0,3 | 3,9 |
| 2019-20  | Indiana Pacers | 28 | 1  | 7,9 | 41,9 | 27,8 | 43,8 | 2,5 | 0,3 | 0,4 | 0,1 | 3,0 |

#### Play-off
| Anno | Squadra        | PG | PI | MPG  | FG% | 3P% | FT% | RPG | APG | SPG | BPG | PPG |
| ---- | -------------- | -- | -- | ---- | --- | --- | --- | --- | --- | --- | --- | --- |
| 2018 | Indiana Pacers | 1  | 0  | 4,0  | 0,0 | 0,0 | -   | 0,0 | 0,0 | 0,0 | 0,0 |     |
| 2019 | Indiana Pacers | 1  | 0  | 10,0 | 0,0 | 0,0 | 100 | 3,0 | 0,0 | 0,0 | 0,0 | 2,0 |

### NBA G-League
| Stagione | Squadra       | PG | PI | MPG  | FG%  | 3P%  | FT%  | RPG | APG | SPG | BPG | PPG  |
| -------- | ------------- | -- | -- | ---- | ---- | ---- | ---- | --- | --- | --- | --- | ---- |
| 2017-18  | F.W. Mad Ants | 3  | 0  | 32,7 | 57,4 | 53,8 | 33,3 | 8,3 | 0,3 | 0,3 | 0,3 | 23,3 |

## Massimi in carriera
- Massimo di punti: 28 vs Atlanta Hawks (10 aprile 2019)[2]
- Massimo di minuti giocati: 34 vs Atlanta Hawks (10 aprile 2019)
- Massimo di rimbalzi: 10 vs Atlanta Hawks (10 aprile 2019)
- Massimo di assist: 2 (5 volte)
- Massimo di stoppate: 2 (4 volte)
- Massimo di tiri da 3 realizzati: 3 vs Chicago Bulls (6 gennaio 2018)

## Palmarès
- McDonald's All-American Game (2016)